# Lola Colt - Faccia a faccia con El Diablo
Lola Colt - Faccia a faccia con El Diablo è un film del 1967 diretto da Siro Marcellini.

## Trama
El Diablo è un feroce bandito che esige tributi dagli abitanti di Sant'Ana, villaggio del west. Quivi giunge una diligenza con a bordo un corpo di ballo femminile che necessita di cure mediche: Virginia, una di esse, è ammalata. Lola Gate, la vedette, dopo aver vinto la diffidenza iniziale della popolazione locale, trova alloggio nell'hotel in cambio dell'esibizione nel saloon. Rod Strader, l'aspirante medico locale, scopre che Virginia è affetta da malaria. La sera, mentre Lola si esibisce nel saloon, El Diablo incendia la chiesa locale, ed in seguito la vede nel locale, rimanendone affascinato.  Più tardi Lola si confida con Rod, domandandogli perché mai nessuno trovi la forza di ribellarsi ai soprusi del Diablo: la risposta è semplice, il Diablo tiene nel suo nascondiglio degli ostaggi, e ricatta la popolazione chiedendo denaro; l'unico che sembra avere voglia di lottare è il piccolo Pablito. Lola, resasi conto che il Diablo è colpito dal suo fascino, spiega a Rod di voler essere proprio lei a ribellarsi contro il bandito, attirandolo nel Saloon e facendolo prigioniero per poi scambiarlo con gli ostaggi. Dopo una riluttanza iniziale Rod accetta e coinvolge nel piano Don Rodriguez e i suoi contadini. Ma il Diablo intuisce la trappola. Rod uccide tre uomini del Diablo, e questo gli giura vendetta. Scende in città e tortura i suoi genitori. Nella sparatoria che segue resta vittima il piccolo Pablito: questa è l'occasione per Lola per arringare la folla e convincerla ad insorgere ed assaltare il covo del Diablo. Lola sconfigge così il Diablo e riporta, oltre gli ostaggi, anche il tesoro di quest'ultimo. Poi dopo il suo ultimo spettacolo al saloon, comunica che lascerà Sant'Ana. Prima di partire si ferma a pregare sulla tomba di Pablito, ed infine si incontra con Rod, che mandato a monte il suo imminente matrimonio con Rose Rodriguez, decide di seguirla e vivere con lei.